# SeeYouSpaceCowboy
SeeYouSpaceCowboy (también llamados SYSC o SeeYouSpaceCowboy...) es una banda de metalcore estadounidense formada en San Diego, California. Fundada en 2016 por el guitarrista Jesse Price, la vocalista Connie Sgarbossa, el baterista Ethan Sgarbossa, y el guitarrista Taylor Allen. Su nombre está tomado de una frase que se muestra en los intertítulos del anime Cowboy Bebop de 1998.
Además de varios EPs, singles y splits, la banda ha lanzado dos álbumes de estudio por el sello Pure Noise: The Correlation Between Entrance and Exit Wounds en 2019, y The Romance of Affliction en 2021.

## Historia
Antes de la formación de SeeYouSpaceCowboy, la vocalista Connie Sgarbossa y su hermano menor Ethan Sgarbossa tocaron en las bandas Flowers Taped to Pens y René Descartes. Ethan inicialmente tocaba la guitarra en ambos grupos antes de pasarse a la batería en SeeYouSpaceCowboy. Taylor Allen y Jesse Price tocaron juntos en una banda de hardcore llamada Recluse antes de formar su siguiente proyecto, Letters to Catalonia, que cuenta con Jesse en la voz y la guitarra, y su compañero exmiembro de SeeYouSpaceCowboy, Dominic Larocca, en el bajo. SeeYouSpaceCowboy se formó en 2016, antes de que Connie se mudara a Oakland.
El 30 de julio de 2019 lanzaron un nuevo tema, "Armed with Their Teeth", y anunciaron el título de su primer álbum The Correlation Between Entrance and Exit Wounds. El 27 de agosto de 2019 lanzaron otro sencillo, "Put On a Show, Don't Let Them See You Fall". El disco se lanzó el 27 de septiembre de 2019 y recibió críticas favorables de inmediato. Loudwire lo nombró uno de los 50 mejores álbumes de metal de 2019.
El 5 de noviembre de 2021, la banda lanzó su segundo álbum de estudio The Romance of Affliction. Loudwire lo eligió como el 36.º mejor álbum de rock/metal de 2021.
El 19 de julio de 2022, la banda lanzó un video musical de su versión de la canción "Seven Years" de Saosin. La canción forma parte del recopilatorio Dead Formats: Volume 1 de Pure Noise.
La banda lanzó el sencillo "Chewing the Scenery" el 24 de agosto de 2023. El 5 de septiembre lanzarían otro sencillo, "Rhythm and Rapture", con la voz de nothing,nowhere. El 5 de marzo de 2024, SeeYouSpaceCowboy anunció su tercer álbum de estudio Coup de Grâce con fecha de lanzamiento para el 19 de abril.
La banda realizó una gira para promocionar el álbum con The Callous Daoboys y Omerta como teloneros; Roman Candle también iba a participar en la gira, pero fue descartado tras la reacción negativa de los fans debido a las acusaciones de violencia doméstica contra el exbajista Nico Borgia, y a que la víctima afirmó que Roman Candle conocía el abuso antes de que las acusaciones se hicieran públicas.
El 14 de enero de 2025, SeeYouSpaceCowboy fue anunciado como telonero de la gira "Return of the Robot" de Dance Gavin Dance. El anuncio de la gira generó controversia y críticas por parte de los fans de SeeYouSpaceCowboy debido a la forma en que Dance Gavin Dance trató al exvocalista Tilian Pearson, quien fue acusada de conducta sexual inapropiada. Tras el anuncio de la gira y las posteriores críticas, la vocalista Connie Sgarbossa publicó una serie de publicaciones vagas y crípticas en redes sociales, insinuando su insatisfacción con la gira y su lugar en SeeYouSpaceCowboy, y que podría dejar la banda. Esto se confirmó tres días después, cuando Sgarbossa compartió una serie de historias de Instagram. La primera decía: "Agradezco a todos los que se han puesto en contacto conmigo. SYSC también significó mucho para mí. Aún no he procesado del todo lo que está pasando, pero ahora estoy viva".
El 24 de enero de 2025, se anunció que la banda no realizaría una gira con Dance Gavin Dance, sin ningún otro anuncio sobre el estado de la banda.

## Características
En vivo, la banda busca crear un diálogo con los espectadores sobre la representación LGBTQ. Sgarbossa señaló que el quinteto espera traer una biblioteca de fanzines en futuras giras para ayudar a difundir la conciencia de sus creencias interseccionales. A esto se suman otros tópicos, tales como depresión, veganismo, anarcocomunismo, antirracismo y anticapitalismo.
Su estilo musical se ha caracterizado con tener elementos de metalcore, grindcore, mathcore y hardcore punk. La banda elige autodescribirse como sasscore, ya que a menudo no están de acuerdo con la etiqueta screamo. Connie Sgarbossa afirmó: "Todos en esta banda venían de la escena screamo, y lo habíamos estado haciendo durante un minuto, pero ahora realmente queremos hacer la distinción de que esta no es una banda screamo". SYSC incluso escribió una canción titulada "Stop Calling Us Screamo", como una broma irónica.

## Miembros
| Miembros actuales - Ethan Sgarbossa – guitarras, voces (2019–presente); batería (2016–2019) - Timmy Moreno – guitarras (2021–presente); bajo (2016–2018) - Taylor Allen – bajo, voces (2020–presente); guitarras (2016–2017) - AJ Tartol – batería, voces (2021–presente) | Miembros anteriores - Jesse Price – bajo (2016); guitarras, voces (2016–2020) - Dominick Larocca – guitarras (2017–2018) - Liam Coombe – guitarras, bajo (2018–2019) - Andrew Milam – bajo (2018–2019) - Cameron Phipps – bajo (2019–2020) - Bryan Prosser – batería (2019) - Sal Argento – batería (2019–2021) - Connie Sgarbossa – voces (2016–2025) |

## Discografía
Álbumes de estudio
| Título                                           | Detalles                                                                           |
| ------------------------------------------------ | ---------------------------------------------------------------------------------- |
| The Correlation Between Entrance and Exit Wounds | - Lanzamiento: 27 de septiembre de 2019 - Sello: Pure Noise - Formatos: DL, LP, CD |
| The Romance of Affliction                        | - Lanzamiento: 5 de noviembre de 2021 - Sello: Pure Noise - Formatos: DL, LP, CD   |
| Coup de Grâce                                    | - Lanzamiento: 19 de abril de 2024 - Sello: Pure Noise - Formatos: DL, LP, CD      |

Compilaciones
| Título                     | Detalles                                                                  |
| -------------------------- | ------------------------------------------------------------------------- |
| Songs for the Firing Squad | - Lanzamiento: 25 de enero de 2019 - Sello: Pure Noise - Formatos: DL, LP |

EPs
| Título                                   | Detalles |                                 |
| ---------------------------------------- | --- | ------------------------------- |
| Demo                                     | - Lanzamiento: 9 de diciembre de 2016 - Sello: Autolanzamiento - Formatos: DL, CS, CD-R                                                                               |                                 |
| Fashion Statements of the Socially Aware | - Lanzamiento: 3 de junio de 2017 - Sello: Structures//Agony, React with Protest, Zegema Beach, Contrition, Middle Man, Dog Knight, Really Rad - Formatos: DL, 7"     |                                 |
| SYSC//SGKF Split                         | - Lanzamiento: 23 de enero de 2018 - Sello: Dark Trail, RIP In Peace, Zegema Beach, Longrail, Miss the Stars, Dingleberry, Pattern Recognition - Formatos: DL, 7", CS | Split con secondgradeknifefight |
| A Sure Disaster                          | - Lanzamiento: 14 de mayo de 2021 - Sello: Pure Noise - Formatos: DL, 12", CD                                                                                         | Split con If I Die First        |

Singles
| Año  | Título                                       | Álbum                                            |
| ---- | -------------------------------------------- | ------------------------------------------------ |
| 2017 | "Atrocities From A Story Book Perspective"   |                                                  |
| 2019 | "Armed with Their Teeth"                     | The Correlation Between Entrance And Exit Wounds |
| 2019 | “Put On A Show, Don't Let Them See You Fall” | The Correlation Between Entrance And Exit Wounds |

## Videografía
Vídeos musicales
| Año  | Título                                          | Director      |
| ---- | ----------------------------------------------- | ------------- |
| 2019 | "Self Help Specialist Ends Own Life"            | Cameron Nunez |
| 2019 | "Armed with Their Teeth"                        | Cameron Nunez |
| 2019 | "Late December"                                 | Cameron Nunez |
| 2021 | "Bloodstainedeyes"                              | Cameron Nunez |
| 2021 | "Misinterpreting Constellations "               | Cameron Nunez |
| 2021 | "The End to A Brief Moment Of Lasting Intimacy" | Cameron Nunez |
| 2022 | "Seven Years" (cover de Saosin)                 | Cameron Nunez |